# Phostria earlalis
Phostria earlalis is een vlinder uit de familie van de grasmotten (Crambidae). De wetenschappelijke naam van deze soort is voor het eerst gepubliceerd in 1906 door Charles Swinhoe.
De soort komt voor in Maleisië (Borneo).